# 山田池公園
山田池公園（やまだいけこうえん）は、大阪府枚方市にある大阪府営の都市公園（広域公園）である。公園の北寄りには山田池があり、ジョギングコースやバーベキュー広場、春日山、展望広場などがある。「山田池の月」は枚方八景に選ばれている。また、この公園は駅伝大会等に使用されることもある。

## 概要
枚方市東部方面の丘陵地帯に設けられており、園の北部に存する山田池が公園の名前の由来である。園のほぼ中心を市道が北西から南東へ走り園を二分している。山田池のある地区は樹木が多く、散策路が整備されている。対して市道の南側は芝の植生された広場が中心である。
- 水生花園 - 花しょうぶ園、あじさい園、スイレン池等がある。
- 花木園 - ウメ、スモモ、ツツジ、サルスベリなど四季の花木が植えられた丘陵地。
- 春日山 - 野鳥の生息地であり、鳥獣保護区に指定されている。
- クイーンズランドガーデン - ボランティアに管理を委ねている花壇。

他、展望広場、バーベキュー広場などがある。

## 交通アクセス
- 京阪本線枚方市駅またはJR学研都市線長尾駅から京阪バス利用、出屋敷バス停下車。
- JR学研都市線藤阪駅（北西700m）。
- 大阪府道144号杉田口禁野線公園の北側を走る。